# Eine Stadt geht durch die Hölle
Eine Stadt geht durch die Hölle (Originaltitel The Phenix City Story) ist ein US-amerikanischer Film noir unter Regie von Phil Karlson. Der Kriminalfilm basiert auf wahren Vorgängen in der Stadt Phenix City in den 1950er-Jahren. 2019 erfolgte die Aufnahme in das National Film Registry.

## Handlung
Nach außen könnte der 25.000 Einwohner zählende Ort Phenix City in Alabama wie jede andere Stadt in den USA wirken, doch in ihr herrscht seit über 50 Jahren das Verbrechen mit Glückspielerei, Prostitution und sogar Mord. Die nicht kriminellen Bürger der Stadt machen zwar die Mehrheit der Bevölkerung aus, schauen aber weg oder trauen sich aus Angst nicht, offen über die Kriminalität zu sprechen. Die Polizei agiert schläfrig und ist möglicherweise auch korrupt. Der angesehene Anwalt Albert Patterson will sich eigentlich nicht einmischen und lehnt sowohl Beitrittsangebote einer Gruppe Bürger, die die Kriminalität mit Selbstjustiz stoppen wollen, als auch ein Arbeitsangebot des zwielichtigen Nachtclubbesitzers Rhett Tanner ab.
Alberts aus dem Militärdienst entlassener Sohn John kehrt mit seiner Frau und zwei Kindern nach Phenix City zurück. Als John erlebt, wie befreundete Bürger verprügelt werden und er selbst auch von dem Gangster Clem Wilson in eine Schlägerei verwickelt wird, beschließt John, der Kriminalität den Kampf anzusagen. Die Gangster antworten mit äußerster Brutalität; sie töten die kleine Tochter des befreundeten Afroamerikaners Zeke sowie den Dorfbewohner Fred, der die Verfolgung der Mörder des Mädchens aufgenommen hatte. Schließlich entscheidet sich der zuvor resigniert wirkende Albert, selbst etwas gegen die illegalen Machenschaften in der Stadt zu unternehmen. Er kandidiert für das Amt des Attorney Generals von Alabama, um in diesem Amt mit den Verbrechern in Phenix City aufzuräumen.
Das kriminelle Milieu von Phenix City, unter Federführung von Rhett Tanner, fürchtet erstmals um seine Stellung. Mit Gewalt versucht es, die Bürger von Phenix City vom Wählen abzuhalten – der Rest des Staates Alabama wählt aber mit knapper Mehrheit Albert Patterson zum Attorney General. Jedoch wird Albert noch vor seiner Amtseinführung durch einen Handlanger der Gangster vor seinem Büro erschossen. John Patterson beruhigt den Mob der wütenden Dorfbewohner, die das Recht in ihre eigenen Hände nehmen wollen. Unterdessen wird die bei Tanner arbeitende, aber für die Pattersons als Spionin tätige Ellie Rhodes, die als Augenzeugin gegen die Mörder von Albert Patterson aussagen kann, umgebracht. John Patterson spürt Rhett Tanner auf und will ihn – den Mitmörder seines Vaters und Ellies – nach einer Prügelei im Fluss ertränken, wird aber im letzten Moment von Zeke gestoppt, der ihn daran erinnert, dass sein Vater Albert stets gegen Selbstjustiz gewesen sei und man sich so auf die Ebene der Verbrecher begebe.
John gelingt es, dass Martial Law über Phenix City verhängt wird, woraufhin bewaffnetes Militär in der Stadt erscheint und die Spielcasinos zerschlägt. Das sei nicht die Vorstellung von Justiz gewesen, für die sein Vater gekämpft habe, so John, aber die einzige Sprache, die die Gangster verstehen würden. John wird selbst zum Attorney General gewählt und verspricht, mit den immer noch auf ein Comeback hoffenden Gangstern sowie den Mördern seines Vaters endgültig aufzuräumen.

## Hintergrund
Der Film wurde zu großen Teilen in Phenix City vor Ort innerhalb von nur etwa zehn Tagen gedreht. Viele der Bürger, die im Ort lebten und die teilweise in Wirklichkeit daran beteiligt waren, der Kriminalität das Handwerk zu legen, spielen sich in den kleineren Nebenrollen selbst. Auch bei den größeren Rollen wurde auf die Besetzung mit glamourösen Filmstars verzichtet und stattdessen auf Charakterdarsteller gesetzt.
Wie sich der echte John Patterson erinnerte, recherchierte der Drehbuchautor Crane Wilbur als erste Person aus Hollywood vor Ort und schrieb daraufhin das Drehbuch. The Phenix City Story blieb relativ nahe an den echten Vorkommnissen in vielen Teilen des Films, erfunden wurde aber unter anderem die Szene, in der ein schwarzes Mädchen tot vor dem Haus der Pattersons aus einem Auto geworfen wird. John Patterson kümmerte sich nicht groß um diese filmischen Freiheiten, da er zu dieser Zeit gegen die Gangsterbanden in Phenix City vorging und der Film willkommene Publicity war. Laut Patterson wurde dem Produzenten Diamond bei den Dreharbeiten von einem Anwalt der Gangster mit einer Klage gedroht, wovon sich der Produzent allerdings unbeeindruckt zeigte.

## Kritiken
Bosley Crowther schrieb für die New York Times im Jahr 1955, der Film „im Stile einer dramatisierten Dokumentation“ erinnere in seiner nüchternen und entschiedenen Erzählart an Die Faust im Nacken und Der Mann, der herrschen wollte. Eine Reihe von Darstellern sei „exzellent“, insbesondere John McIntire als ermordeter Anwalt. Der Film zeige glaubwürdig sowohl die Gangster als auch die engagierten Bürger, deren Mut und Rückgrat deutlich werde.
Der Film The Phenix City Story baute sich über die Jahrzehnte einige gute Reputation auf und gilt einigen Kritikern als „Kultfilm“ sowie als ein „Klassiker des B-Movies“. Er ist auch einer der Lieblingsfilme von Regisseur Martin Scorsese, der den Film als Einfluss auf seine eigenen Gangsterfilme bezeichnete. Scorsese lobte die komplett fehlende Sentimentalität von Phil Karlson, der nah an den echten Geschehnissen in Phenix City geblieben sei und Angst, Brutalität sowie Rassismus zeige. Er schreibt als Fazit: „Schnell, furios, unerschütterlich!“
Der Filmdienst schreibt, The Phenix City Story sei ein „harter, konzentrierter Gangsterfilm in halbdokumentarischem Stil“.
Der Filmkritiker Bruce Eder vom All Movie Guide nannte den Film einen der „brutalsten und realistischsten Kriminalfilme der 50er-Jahre“. Regisseur Phil Karlson sei es geschickt gelungen, lebhaft und dokumentarisch wirkende Schilderungen über die Südstaaten-Kleinstadt mit spannenden Actionsequenzen zu verbinden.